# Floriaan Geyer
Floriaan Geyer is een hoorspel van Dick Dreux. De VARA zond het uit op 26 februari 1966, van 21.00 uur tot 21.55 uur. De regisseur was Jan C. Hubert, die ook de lansknechtenmuziek componeerde.

## Rolbezetting
- Paul van der Lek (Floriaan Geyer)
- Tonny Huurdeman (Zwarte Hilde)
- Hans Veerman (Jäcklein Rohrbach)
- Tonnie Foletta (Wolf Bidenhander)
- Louis de Bree & Rien van Noppen (Schorndorff & Hornberg)
- Trudy Libosan (Hannes)

## Inhoud
Het jaar 1524 was het jaar van de boerenopstand tegen keizer Karel V. Er waren jaren van verdrukking aan voorafgegaan. De ridders en landheren hadden de boeren geknecht en vernederd, van hun akkers verjaagd, hun eigendommen in beslag genomen, onbetaalbare belastingen opgelegd. Wie in gebreke bleef, werd gemarteld en ter dood gebracht. Ridder Floriaan Geyer kon dit onrecht niet langer aanzien en plaatste zich aan het hoofd van de opstandige boeren. Met zijn legertje landsknechten nam hij het op voor de onderdrukte boeren en voerde ze aan in hun strijd tegen de versterkte burchten. Hij was een welkome bondgenoot, die wist hoe men oorlog moest voeren. Hij veroverde de burcht Weinsberg en bracht de opstandelingen binnen haar muren. De wraakneming van de boeren die er op volgde, kon hij echter niet verhinderen. Zij werden te lang met de knoet geregeerd om nog oog te hebben voor Floriaanse opvattingen over rechten en plichten en namen bloedig wraak. De voormalige ridder Floriaan had wel afstand gedaan van zijn titel, maar niet van zijn plicht om op de bres te staan voor eer en rechtvaardigheid. Hij kon zich niet verenigen met de wilde wraakzucht van de opstandelingen en trok zich met zijn legertje van hen terug, om zijn eigen weg te gaan. Zijn poging het recht te herstellen, moest hij met zijn dood bekopen. De boerenopstand stortte ineen.